# مسجد جامع سعدالدین
مسجد جامع سعدالدین مربوط به اواسط دوره قاجار است و در شهرستان خلیل‌آباد، بخش ششطراز، دهستان کویر، روستای سعدالدین واقع شده و این اثر در تاریخ ۳ خرداد ۱۳۸۶ با شمارهٔ ثبت ۱۹۱۲۱ به‌عنوان یکی از آثار ملی ایران به ثبت رسیده‌است.